# IRAS F00183-7111
IRAS F00183-7111 è una galassia iperluminosa all'infrarosso (HyLIRG), situata nella costellazione del Tucano, la cui luce ha impiegato circa 3,5 miliardi di anni per giungere fino alla Terra.
A centro è presente un nucleo galattico attivo che la rende estremamente luminosa e, nonostante la grande distanza, risulta una delle galassie più luminose dell'Universo osservabile con una produzione di energia pari a quella di un quasar, ipotizzando perfino che possa trattarsi di una forma di transizione verso un quasar.
IRAS F00183-711, essendo fortemente oscurata dalla polvere della stessa galassia, emette la maggior parte della sua luminosità nelle lunghezze d'onda dell'infrarosso. Pertanto è stata oggetto di studio con osservazioni effettuate mediante il Telescopio spaziale Spitzer.
L'analisi spettrografica, effettuata nelle lunghezze d'onda comprese tra 4 e 20 micron, ha messo il evidenza la presenza, ovviamente, di idrogeno molecolare, ma anche di silicati, idrocarburi, anidride carbonica, monossido di carbonio ed acqua ghiacciata, tutti elementi utili anche per favorire lo sviluppo della vita.
Nello spettro si rileva anche un picco che corrisponde alla presenza di neon, utile per valutare l'attività di formazione stellare in galassie distanti.